# Plano, Texas
Plano är en stad i Collin County i delstaten Texas, USA med 222 030 invånare (2000).